# Lasioglossum koreanum
Lasioglossum koreanum är en biart som beskrevs av Ebmer 1978. Lasioglossum koreanum ingår i släktet smalbin, och familjen vägbin. Inga underarter finns listade i Catalogue of Life.